# Polskie Stowarzyszenie Równouprawnienia Kobiet
Polskie Stowarzyszenie Równouprawnienia Kobiet var en polsk kvinnoorganisation, grundad 1907.
Den grundades 1907, sedan Związek Polski Równouprawnienia Kobiet delades i Związek Równouprawnienia Kobiet Polskich under Paulina Kuczalska-Reinschmit och Polskie Stowarzyszenie Równouprawnienia Kobiet under Teodora Męczkowska och Izabela Moszczeńska.